# Massacre de Canicattì
O Massacre de Canicattì (ou Matança de Canicattì) foi um incidente (considerado por alguns como um crime de guerra) envolvendo tropas Aliadas, durante a Segunda Guerra Mundial. O incidente resultou na morte (ou homicídio, consoante as versões) de civis italianos, por soldados dos EUA, em Canicattì, na Sicília (Itália), em 1943.

## História

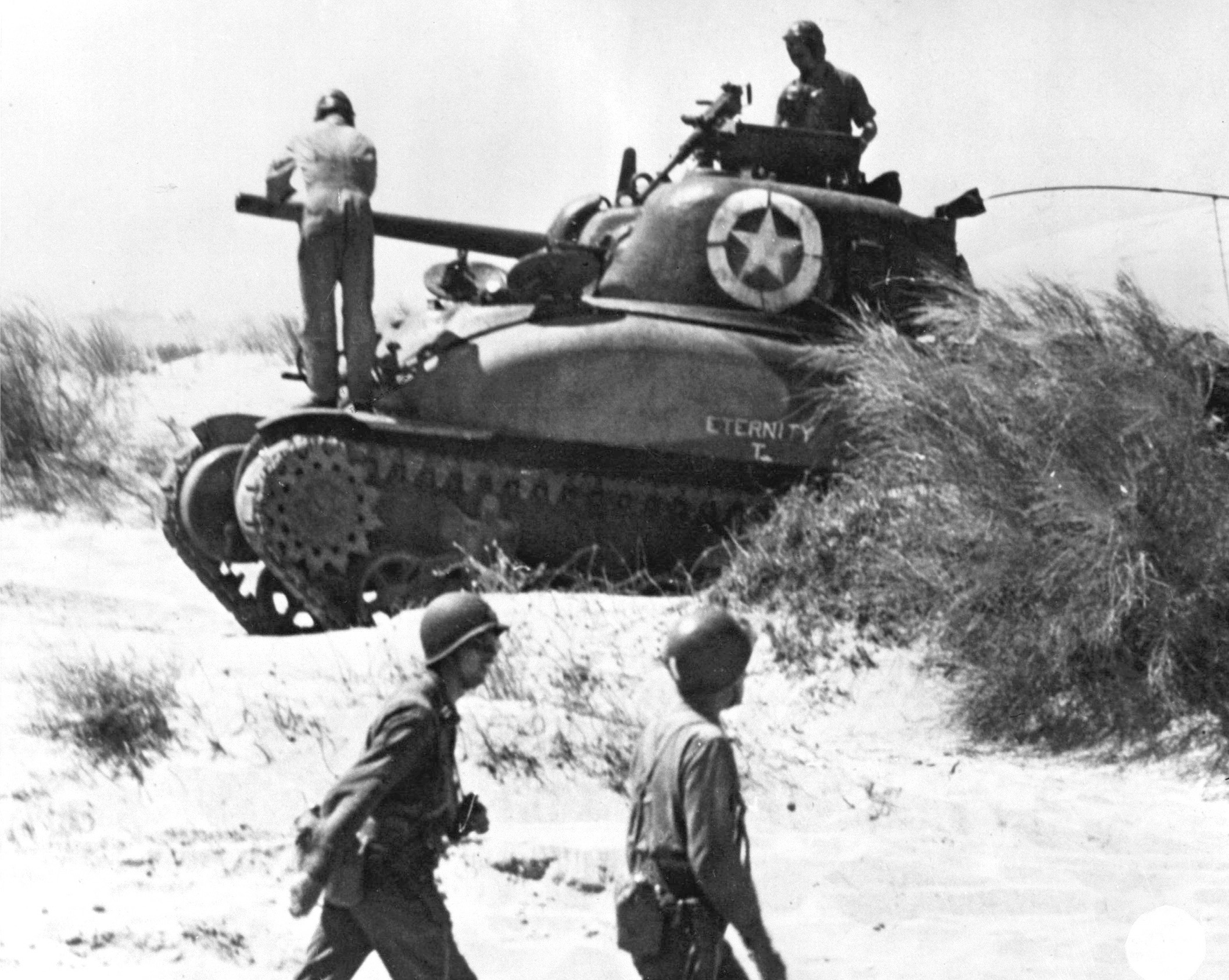
Soldados dos EUA em operação na Sicília, 1943

Durante a invasão da Sicília, em julho de 1943, o comando militar norte-americano, sediado em Palermo, recebeu a notícia de que civis estavam a saquear fábricas bombardeadas, em Canicatti.
Um destacamento comandado pelo tenente-coronel, Herbert McCaffrey, dirigiu-se ao local e tentou dispersar os saqueadores, não tendo tido êxito. McCaffrey ordenou então que se disparasse contra esses saqueadores (civis desarmados), tendo sido mortos pelo menos, oito (de acordo com algumas fontes). Uma das vítimas foi uma menina de onze anos.
O episódio foi investigado, confidencialmente, pelo exército dos EUA. Porém McCaffrey nunca foi acusado. Este incidente permaneceu praticamente desconhecido até que Joseph S. Salemi, da Universidade de Nova York, cujo pai fora testemunha do incidente, o denunciou.
Herbert McCaffrey morreu em 1954.